# Lista odcinków serialu Gwiezdne wrota: Wszechświat
Lista odcinków serialu Gwiezdne wrota: Wszechświat.
Serial składa się z epizodów samodzielnych oraz wieloodcinkowych, zawiera więcej historii wiążących cały serial i wątków indywidualnych w porównaniu do innych serii Stargate.
| Seria | Seria | Liczba odcinków | Czas emisji                           |
| ----- | ----- | --------------- | ------------------------------------- |
|       | 1     | 20              | 2 października 2009 – 11 czerwca 2010 |
|       | 2     | 20              | 28 września 2010 – 9 maja 2011        |

## Seria 1: 2009–2010
| 1 | Air: Part I        | Powietrze, część 1 | Andy Mikita      | Robert C. Cooper, Brad Wright | 2 października 2009  | 21 stycznia 2010 |
| Personel tajnej bazy badawczej zostaje zmuszony do ewakuacji przez gwiezdne wrota na pokład opuszczonego statku Pradawnych Przeznaczenie znajdującego się w odległej części Wszechświata, miliardy lat świetlnych od Ziemi.                                                                 |                    |                    |                  |                               |                      |                  |
| 2 | Air: Part II       | Powietrze, część 2 | Andy Mikita      | Robert C. Cooper, Brad Wright | 2 października 2009  | 21 stycznia 2010 |
| Ewakuowany zespół odkrywa, że z powodu uszkodzeń kadłuba statku i zużycia systemu podtrzymywania życia, powietrza do oddychania wystarczy tylko na kilka godzin. |                    |                    |                  |                               |                      |                  |
| 3 | Air: Part III      | Powietrze, część 3 | Andy Mikita      | Robert C. Cooper, Brad Wright | 9 października 2009  | 28 stycznia 2010 |
| Porucznik Scott dowodzi zespołem poszukującym na pustynnej planecie minerału niezbędnego do naprawy systemu podtrzymywania życia na statku. Chloe odwiedza swoją matkę na Ziemi. |                    |                    |                  |                               |                      |                  |
| 4 | Darkness           | Ciemność           | Peter DeLuise    | Brad Wright                   | 16 października 2009 | 28 stycznia 2010 |
| Na pokładzie statku wyczerpują się ostatnie zapasy energii. Doktor Rush przechodzi załamanie nerwowe. |                    |                    |                  |                               |                      |                  |
| 5 | Light              | Jasność            | Peter DeLuise    | Brad Wright                   | 23 października 2009 | 4 lutego 2010    |
| Nie będąc w stanie uniknąć zderzenia z gwiazdą, pułkownik Young organizuje loterię mającą wyłonić kto będzie mógł opuścić statek na pokładzie wahadłowca. |                    |                    |                  |                               |                      |                  |
| 6 | Water              | Woda               | William Waring   | Carl Binder                   | 30 października 2009 | 4 lutego 2010    |
| Z pokładu statku w niewyjaśniony sposób znikają zapasy wody. Pułkownik Young i porucznik Scott szukają jej nowych zapasów na pokrytej lodem planecie. Reszta załogi odkrywa, że nie jest sama na pokładzie Przeznaczenia.                                                                   |                    |                    |                  |                               |                      |                  |
| 7 | Earth              | Ziemia             | Ernest Dickerson | Martin Gero                   | 6 listopada 2009     | 11 lutego 2010   |
| Dowództwo wydaje rozkaz podjęcia ryzykownej próby ewakuacji załogi na Ziemię. Gdy pułkownik Young wyraża wątpliwości, zostaje zastąpiony przez pułkownika Telforda. |                    |                    |                  |                               |                      |                  |
| 8 | Time               | Czas               | Robert C. Cooper | Robert C. Cooper              | 13 listopada 2009    | 11 lutego 2010   |
| Ekipa badawcza przenosi się na powierzchnię pokrytej dżunglą planety. Eli Wallace filmuje przebieg wyprawy. Wkrótce zaczynają chorować pierwsi członkowie zespołu. Gdy zapada zmrok okazuje się, że choroba nie jest największym problemem.                                                 |                    |                    |                  |                               |                      |                  |
| 9 | Life               | Życie              | Alex Chapple     | Carl Binder                   | 20 listopada 2009    | 18 lutego 2010   |
| Porucznik Scott i Camile Wray używając kamieni komunikacyjnych odwiedzają swoich bliskich na Ziemi. Załoga odkrywa na statku urządzenie Pradawnych, które może dać nadzieję na powrót do domu.                                                                                              |                    |                    |                  |                               |                      |                  |
| 10 | Justice            | Sprawiedliwość     | William Waring   | Alan McCullough               | 4 grudnia 2009       | 18 lutego 2010   |
| Członek załogi zostaje znaleziony w swej kwaterze martwy z raną postrzałową. Podejrzenie pada na pułkownika Younga. |                    |                    |                  |                               |                      |                  |
| 11 | Space              | Przestrzeń         | Andy Mikita      | Joseph Mallozzi, Paul Mullie  | 2 kwietnia 2010      | 20 maja 2010     |
| Podczas użycia kamieni komunikacyjnych świadomość pułkownika Younga zostaje przeniesiona do ciała obcej istoty. Wkrótce po tym obok Przeznaczenia pojawia się nieznany statek. Kosmici nie mają przyjacielskich zamiarów.                                                                   |                    |                    |                  |                               |                      |                  |
| 12 | Divided            | Podzieleni         | Felix Alcala     | Paul Mullie, Joseph Mallozzi  | 9 kwietnia 2010      | 20 maja 2010     |
| W czasie gdy załoga poszukuje urządzenia namierzającego kosmitów, dr Rush i Wray usiłują przejąć kontrolę nad statkiem. |                    |                    |                  |                               |                      |                  |
| 13 | Faith              | Wiara              | William Waring   | Denis McGrath                 | 16 kwietnia 2010     | 27 maja 2010     |
| Przeznaczenie niespodziewanie wychodzi z prędkości nadświetlnej w pobliżu niezaznaczonej na mapach gwiazdy z samotną planetą. Wysłany na planetę zespół odkrywa, że panują na niej idylliczne warunki. Gdy nadchodzi czas powrotu część załogi postanawia pozostać na planecie.             |                    |                    |                  |                               |                      |                  |
| 14 | Human              | Człowiek           | Robert C. Cooper | Jeff Vlaming                  | 23 kwietnia 2010     | 27 maja 2010     |
| Rush korzysta z fotela z interfejsem neuronalnym Pradawnych i zdobywa podstawę do rozszyfrowania kodów sterujących statku. Grupa zwiedzająca planetę zostaje uwięziona w jej podziemiach i nie ma możliwości powrócić przed odlotem Przeznaczenia.                                          |                    |                    |                  |                               |                      |                  |
| 15 | Lost               | Zagubiony          | Ronn Schmidt     | Martin Gero                   | 30 kwietnia 2010     | 3 czerwca 2010   |
| Członkowie pozostawionego zespołu usiłują wydostać się z podziemi planety i znaleźć drogę powrotną na statek zanim ten opuści galaktykę. |                    |                    |                  |                               |                      |                  |
| 16 | Sabotage           | Sabotaż            | Peter DeLuise    | Barbara Marshall              | 7 maja 2010          | 3 czerwca 2010   |
| Dr Rush oblicza, że statkowi zabraknie energii na dotarcie do następnej galaktyki. Przy użyciu kamieni komunikacyjnych na pokład Przeznaczenia zostaje przeniesiona dr Amanda Perry, specjalistka od napędu nadświetlnego i dawna znajoma doktora Rusha, która przejmuje ciało Camile Wray. |                    |                    |                  |                               |                      |                  |
| 17 | Pain               | Ból                | William Waring   | Carl Binder                   | 14 maja 2010         | 10 czerwca 2010  |
| Kilkoro członków załogi zaczyna doświadczać realistycznych halucynacji, które są manifestacją ich obaw i pragnień. |                    |                    |                  |                               |                      |                  |
| 18 | Subversion         | Przewrót           | Alex Chapple     | Joseph Mallozzi, Paul Mullie  | 21 maja 2010         | 10 czerwca 2010  |
| Dr Rush dostał wizji związanej z kamieniami komunikacyjnymi, w której pułkownik Telford jest szpiegiem Przymierza Lucjan. W celu udowodnienia jego zdrady prosi Younga o pozwolenie na powrót na Ziemię.                                                                                    |                    |                    |                  |                               |                      |                  |
| 19 | Incursion: Part I  | Atak, część 1      | Andy Mikita      | Joseph Mallozzi, Paul Mullie  | 4 czerwca 2010       | 17 czerwca 2010  |
| Przymierze Lucjan zmusza dr Rusha do pomocy w ataku na Przeznaczenie. Napastnicy zajmują część statku i biorą zakładników. |                    |                    |                  |                               |                      |                  |
| 20 | Incursion: Part II | Atak, część 2      | Andy Mikita      | Joseph Mallozzi, Paul Mullie  | 11 czerwca 2010      | 17 czerwca 2010  |
| Trwa krwawa konfrontacja między załogą Przeznaczenia a żołnierzami Przymierza Lucjan. Jednocześnie promieniowanie pobliskiego podwójnego pulsara grozi śmiercią wszystkim na pokładzie statku.                                                                                              |                    |                    |                  |                               |                      |                  |

## Seria 2: 2010–2011
| 21 | 1  | Intervention: Part III | Interwencja: część III   | Andy Mikita      | Joseph Mallozzi, Paul Mullie | 28 września 2010     |
| Trwa walka o kontrolę nad statkiem pomiędzy załogą a Przymierzem Lucjan. Ranna porucznik Johansen nieoczekiwanie odzyskuje przytomność na stworzonej przez nieznanych kosmitów planecie. |    |                        |                          |                  |                              |                      |
| 22 | 2  | Aftermath              | Pokłosie                 | William Waring   | Robert C. Cooper             | 5 października 2010  |
| Rush odkrywa kod dostępu do systemów Przeznaczenia oraz jego mostek dowodzenia. Wysyła zespół na planetę, której adres wrót jest zablokowany. Podczas próby lądowania prom ulega katastrofie a sierżant Riley zostaje ciężko ranny. |    |                        |                          |                  |                              |                      |
| 23 | 3  | Awakening              | Przebudzenie             | Andy Mikita      | Joseph Mallozzi, Paul Mullie | 12 października 2010 |
| Przeznaczenie dokuje do Rozstawiacza wrót. Istnieje szansa, że zgromadzone w nim zasoby energii pozwolą otworzyć tunel na Ziemię. Zespół wysłany na statek odnajduje tam obcych. Podczas transferu mocy na Przeznaczenie, jego kierunek zostaje przez nich odwrócony. Telford próbuje to naprawić, ale poziom energii Przeznaczenia niebezpiecznie zbliża się do granicy, po której przekroczeniu nie jest możliwe użycie napędu nadświetlnego. |    |                        |                          |                  |                              |                      |
| 24 | 4  | Pathogen               | Patogen                  | Robert Carlyle   | Carl Binder                  | 19 października 2010 |
| Więźniowie Przymierza Lucjan zostają uwolnieni. Matka Elia trafia do szpitala. Chloe wykazuje dziwne symptomy, rozwiązuje równanie, którego Rush nie mógł rozwiązać. Próbuje on użyć fotela aby ją uleczyć co jednak nie udaje się, i nie jest to wcale przypadek. Rush potrzebuje jej w tym stanie, ponieważ może mu to pomóc w zrozumieniu statku, ale chce to zachować w tajemnicy. |    |                        |                          |                  |                              |                      |
| 25) | 5  | Cloverdale             | Cloverdale               | Alex Chapple     | Brad Wright                  | 26 października 2010 |
| Podczas badania kolejnej planety porucznik Scott zostaje zainfekowany przez obcy organizm. Jest bliski śmierci i ma halucynacje o swym życiu w domu na Ziemi. Aby nie narazić załogi na zarażenie, nie można go przenieść na pokład Przeznaczenia. Gdy Chloe pozwala temu organizmowi się ukąsić, okazuje się, że dzięki modyfikacji obcych jest odporna na zakażenie. |    |                        |                          |                  |                              |                      |
| 26 | 6  | Trial and Error        | Metodą prób i błędów     | Andy Mikita      | Joseph Mallozzi, Paul Mullie | 2 listopada 2010     |
| Pułkownik Young ma powtarzające się realistyczne sny, w których kosmici, którzy porwali Rusha i Chloe, atakują i niszczą Przeznaczenie. Young zwierza się w końcu Wray i przyznaje, że obawia się o swój stan psychiczny. Eli rozpoczyna współpracę z Ginn, naukowcem Przymierza Lucjan. Gdy Przeznaczenie wychodzi z nadświetlnej, nie pokazując czasu kolejnego skoku na zegarze, porucznik Scott próbuje przekonać Younga do powrotu do obowiązków dowódcy. Tymczasem Eli odkrywa, że Przeznaczenie przeprowadza szereg symulacji bitwy, które są odzwierciedlane w snach Younga. |    |                        |                          |                  |                              |                      |
| 27 | 7  | The Greater Good       | Większe dobro            | William Waring   | Carl Binder                  | 9 listopada 2010     |
| Young i Rush zostają odcięci na uszkodzonym statku kosmitów, który dryfując oddala się od Przeznaczenia. Rush nie chce zdradzić swego sekretu o tym, że ma kontrolę nad Przeznaczeniem. Proponuje wezwać na pomoc z Ziemi dr Amandę Perry, którą w tajemnicy instruuje, jak ma sterować statkiem. Jednak sekretu nie udaje się długo utrzymać. |    |                        |                          |                  |                              |                      |
| 28 | 8  | Malice                 | W złej wierze            | Robert C. Cooper | Robert C. Cooper             | 16 listopada 2010    |
| Simeon, żołnierz Przymierza Lucjan, zabija Ginn i Amandę Perry, po czym ucieka z Przeznaczenia na opustoszałą planetę. Rush biegnie za nim i ratuje zakładniczkę. Young wysyła zespół na planetę. Chloe oblicza, jak zmienić kurs statku w FTL. |    |                        |                          |                  |                              |                      |
| 29 | 9  | Visitation             | Odwiedziny               | William Waring   | Rémi Aubuchon                | 23 listopada 2010    |
| Członkowie załogi, którzy przed rokiem pozostali na idyllicznie wyglądającej planecie, nieoczekiwanie pojawiają się na pokładzie wahadłowca, który cumuje do Przeznaczenia. Doktor Caine i inni nie wiedzą, jak się tu znaleźli. Tajemnica przybiera złowieszczy obrót, gdy jeden z przybyłych pada martwy. Wray przy pomocy regresji hipnotycznej próbuje dowiedzieć się co naprawdę wydarzyło się na planecie. Chloe, która w dalszym ciągu się przeobraża, przygotowuje się do ostatniego pożegnania. |    |                        |                          |                  |                              |                      |
| 30 | 10 | Resurgence             | Odrodzenie               | William Waring   | Joseph Mallozzi, Paul Mullie | 30 listopada 2010    |
| Podążając za odebranym odczytem odległego źródła energii, Przeznaczenie trafia w pole szczątków statków pozostałych po dawno zakończonej bitwie. W trakcie ich badania okazuje się, że nie wszystkie one uległy zniszczeniu. Przeznaczenie zostaje zaatakowane przez drony, które ciężko uszkadzają statek. Z pomocą nieoczekiwanie przybywa Rozstawiacz z pułkownikiem Telfordem i kosmitami na pokładzie. Podczas późniejszej bitwy ze statkiem bazą dronów Chloe ucieka ze swojej kwatery. |    |                        |                          |                  |                              |                      |
| 31 | 11 | Deliverance            | Wybawienie               | Peter DeLuise    | Joseph Mallozzi, Paul Mullie | 7 marca 2011         |
| Kontynuacja poprzedniego odcinka. Chloe wzywa statki obcych z odcinka „Space”, które odciągają część dron od Przeznaczenia. Kosmici z uszkodzonego statku w zamian za ochronę przed dronami zgadzają się na uzdrowienie Chloe. Uszkodzone osłony statku uniemożliwiają skok w prędkość nadświetlną. |    |                        |                          |                  |                              |                      |
| 32 | 12 | Twin Destinies         | Bliźniacze przeznaczenie | Peter DeLuise    | Brad Wright                  | 14 marca 2011        |
| Eli znajduje sposób, jak utworzyć połączenie z Ziemią. |    |                        |                          |                  |                              |                      |
| 33 | 13 | Alliances              | Przymierza               | Peter DeLuise    | Linda McGibney               | 21 marca 2011        |
| Camile i Greer używają kamieni i przenoszą się do DBZ chwilę potem następuje atak i zostają uwięzieni w środku. Próbując się wydostać odkrywają, że w DBZ jest bomba nuklearna, a promieniowani z niej może ich zabić, tymczasem Varro odkrywa sposób, jak ją rozbrojić. |    |                        |                          |                  |                              |                      |
| 34 | 14 | Hope                   | Nadzieja                 | William Warring  | Carl Binder                  | 28 marca 2011        |
| Ginn i Amanda Perry nawiązują połączenie z Chloie bez użycia kamieni telekomunikacyjnych. Dr Rush wpada na pomysł odizolowania świadomości i wgrania ich do systemu statku. |    |                        |                          |                  |                              |                      |
| 35 | 15 | Seizure                | Zajęcie                  | Helen Shaver     | Remi Aubuchon                | 4 kwietnia 2011      |
| SGC znalazło planetę, z której można utworzyć połączanie z Przeznaczeniem, jednak nie mogą dojść do porozumienia z właścicielami wrót, ponieważ istnieje podejrzenie, że są w zmowie z przymierzem Lucjan. |    |                        |                          |                  |                              |                      |
| 36 | 16 | The Hunt               | Polowanie                | Andy Mikita      | Joseph Mallozzi, Paul Mullie | 11 kwietnia 2011     |
| Załoga Przeznaczenia zakłada obóz na planecie w celu zebrania zapasów. Zostają jednak zaatakowani przez dzikiego drapieżnika, a TJ wraz z jednym z marines znikają. |    |                        |                          |                  |                              |                      |
| 37 | 17 | Common Descent         | Wspólne pochodzenie      | Peter DeLuise    | Robert C. Cooper             | 18 kwietnia 2011     |
| Załoga Przeznaczenia odnajduje planetę na której żyją ludzie będącymi potomkami innej załogi Przeznaczenia, która dotarła na tamtą planete 2000 lat temu, kiedy to przeszli przez otwarty tunel w gwieździe. W międzyczasie statek a później bohaterów atakują drony z poprzednich odcinków. |    |                        |                          |                  |                              |                      |
| 38 | 18 | Epilogue               | Epilog                   | Alex Chapple     | Carl Binder                  | 25 kwietnia 2011     |
| Scott, Greer, Eli i pozostała załoga wahadłowca lądują w środku miasta i badają schron, który jest ukryty pod miastem. Znajduje się w nim archiwum wiedzy tamtejszej cywilizacji oraz setki nagrań, łącznie z tym co się działo po przybyciu na planetę załogi Przeznaczenia. |    |                        |                          |                  |                              |                      |
| 39 | 19 | Blockade               | Blokada                  | Andy Mikita      | Linda McGibney               | 2 maja 2011          |
| Statki dowódcze wraz z dronami blokują Przeznaczeniu możliwość naładowania zbiorników energetycznych. Eli wpada na ryzykowny pomysł, by pobrać energię z niebieskiego olbrzyma, który jest odsunięty od trasy statku. Dla bezpieczeństwa załogi postanowiono, że wszystkie zbędne osoby zostaną wysłane przez wrota na pobliską planetę. Podczas ładowania kopuła hydroponiczna została zniszczona a uwięziona w niej dr Park znalazła się w niebezpieczeństwie. Na planecie zorganizowano grupy, które miały zdobyć żywność, broń, leki. W trakcie poszukiwań natrafili na drony, które zniszczyli. Young kazał wracać, gdy usłyszeli dziwny dźwięk. Okazało się, że to statek dowódczy dron. Po powrocie na Przeznaczenie TJ zajęła się dr Park, która została poparzona przez promieniowanie. |    |                        |                          |                  |                              |                      |
| 40 | 20 | Gauntlet               | Rękawica                 | Andy Mikita      | Joseph Mallozzi, Paul Mullie | 9 maja 2011          |
| Dr. Park nie odzyskała wzroku. Eli i Dr Rush znajdują sposób na śledzenie Statków dowódczych. Okazuje się, że są one na całej trasie lotu „Przeznaczenia”, co oznacza, że muszą podjąć decyzje, czy zaatakować któryś ze statków, żeby zdobyć z planety potrzebne zaopatrzenie, czy szukać bezpiecznej planety, na której nie ma wrót. Dr Rush wpada na znakomity pomysł, żeby podczas walki modulować osłony tak, żeby ataki dronów były nie skuteczne. W czasie walki drony zmieniają taktykę walki i wykonują loty kamikadze. Na szczęście „Przeznaczenie” niszczy statek dowódczy i drony się wyłączają. Na planetę po potrzebne rzeczy zostają wysłane dwa promy, po ich powrocie załoga rusza dalej. Eli wpada na genialny pomysł, żeby skorzystać z nie tak dawno odkrytych komór stazy, lecz podczas kontroli okazuje się, że jedna z sekcji jest uszkodzona i braknie miejsca dla 8 osób, żeby naprawić komory potrzebny jest pewien minerał zawarty w asteroidach. Dr. Park wymyśla sposób zdobycia potrzebnego składnika. Proponuje wysłanie promu na przynętę i w tym samym czasie zdobycie zaopatrzenia. Podstęp udaje się, w trakcie walki prom niszczy wrogi statek. Po naprawie komór stazy okazuje się, że jedna jest zbyt mocno uszkodzona i jedna osoba będzie musiała zostać na statku. Po rozmowie z Youngiem Eli postanawia zostać i spróbować naprawić komorę. |    |                        |                          |                  |                              |                      |

## Webisode’y
Powstały także trzydzieści cztery webisode’y powiązane z serialem, które będą skupiały się na urządzeniach Kino (opisanych przez Mallozzi’ego jako stworzona przez Pradawnych wersja „MALP”) podążających za załogą Przeznaczenia. Odcinki webisodów są dostępne do oglądania na stronie projektu KINO.